# 돌로레스 폰시
돌로레스 폰시(Dolores Fonzi, 1978년 7월 19일 ~ )는 아르헨티나의 배우이다.

## 출연 작품
- 더 머니체인저 (2019)
- 바람이 머무는 자리 (2017)
- 7일간의 정상회담 (2017)
- 더 퓨쳐 어헤드 (2017)
- 블랙 스노우 (2017)
- 폴리나 (2015)
- 트루만 (2015)
- 더 크리틱 (2013)
- 엘 캄포 (2011)
- 샐러맨더 (2008)
- 아우라 (2005)
- 더 보텀 오브 더 씨 (2003)
- 메시아를 기다리며 (2000)
- 번트 머니 (2000)